# إينيس زوبير
إينيس زوبير سياسية برتغالية، عملت كعضو في البرلمان الأوروبي من يناير 2012 حتى يناير 2016 ممثلاً البرتغال عن الحزب الشيوعي البرتغالي. تم انتخابها عام 2014 على قائمة التحالف الديمقراطي الموحد.

## الخدمة البرلمانية
- نائب رئيس لجنة التوظيف والشؤون الاجتماعية (2012-2014).
- نائب رئيس وفد العلاقات مع دول أمريكا الوسطى (2012-2014).
- نائبة رئيس لجنة حقوق المرأة والمساواة بين الجنسين (2014-2016).